# In And Out Of Love
In And Out Of Love – singel André Tannebergera z albumu Sunset Beach DJ Session 2. Został wydany 21 września 2012 roku i zawiera dwa utwory. Piosenkę zaśpiewała Ramona Nerra.

## Lista utworów
| Nr | Tytuł                             | Długość |
| -- | --------------------------------- | ------- |
| 1. | In And Out Of Love (Airplay Mix)  | 3:37    |
| 2. | In And Out Of Love (Original Mix) | 8:53    |